# Norman Pett
William Norman Pett (Birmingham, 12 aprile 1891 – Cuckfield, 16 febbraio 1960) è stato un fumettista britannico, creatore del fumetto Jane.

## Biografia
Norman Pett nacque a Birmingham, in Inghilterra, il 12 aprile 1891 in una famiglia borghese; il padre, John Ernest Pett, era un gioielliere. Secondo alcune fonti sarebbe invece nato il 27 aprile 1891 a Kings Norton nel Worcestershire, trasferitosi a Birmingham con la famiglia nel 1911. Combatté nella prima guerra mondiale e in battaglia fu vittima di un attacco di gas tossico; per le ferite subite, che lo afflissero per il resto della vita fu congedato. Tornato a casa frequentò la scuola di arte giornalistica per poi insegnare arte in una scuola media nella sua città di residenza, Birmingham.
Nel 1932 acquistò notorietà come creatore e disegnatore del personaggio di Jane, apparso per la prima volta nel dicembre di quell'anno sul quotidiano Daily Mirror, pubblicato da allora ininterrottamente fino al 1963. Norman Pett curò personalmente le strisce del suo personaggio fino al 1948, lasciandolo poi nelle mani del collega Michael Hubbard per dedicarsi alla realizzazione di un personaggio molto simile per il Sunday Dispatch, Susie.
Norman utilizzò nei primi tempi come soggetto per l'avvenente e discinta Jane sua moglie, Mary, sostituita poi da una modella professionista. Le avventure del personaggio acquistarono eccezionale popolarità in particolar modo tra le truppe del Regno Unito e statunitensi durante la seconda guerra mondiale.
Nel 1950 il Foreign Office britannico prese contatto con Norman Pett commissionandogli una striscia a fumetti ispirata al libro La fattoria degli animali di George Orwell con intento propagandistico anticomunista. L'opera fu stampata in Birmania e in Brasile ma non nel Regno Unito.
Norman Pett morì il 16 febbraio 1960 a Cuckfield nel Sussex.

## Opere
Oltre alle già citate strisce a fumetti di Jane, di Susie e de La fattoria degli animali, Pett è ricordato per aver realizzato nel 1948 la trasposizione a fumetti del film Le avventure di Don Giovanni (Adventures of Don Juan, 1948), per il personaggio femminile di June pubblicato dalla casa editrice Comet nel 1949 e, sempre nello stesso anno i disegni di Cardboard Cavalier. A Pett viene accreditata la realizzazione della versione finale di The Captain from Castile pubblicata per la Knock-Out. Oltre a varie collaborazioni per i settimanali di fumetti della casa editrice Amalgamated Press, nel 1951 disegnò Penny Wise pubblicato per la rivista Girl.